# Yungipicus maculatus
A Yungipicus maculatus a madarak (Aves) osztályának harkályalakúak (Piciformes) rendjébe, ezen belül a harkályfélék (Picidae) családjába tartozó faj.

## Rendszerezése
A fajt Giovanni Antonio Scopoli osztrák botanikus és természettudós írta le 1786-ban, a Picus nembe Picus maculatus néven. Sorolták a Dendrocopos nembe Dendrocopos maculatus néven és a Picoides nembe Picoides maculatus néven is.

## Alfajai
- Yungipicus maculatus fulvifasciatus (Hargitt, 1881)
- Yungipicus  maculatus maculatus (Scopoli, 1786)
- Yungipicus  maculatus validirostris (Blyth, 1852)

## Előfordulása
Délkelet-Ázsiában, a Fülöp-szigetek területén honos. Természetes élőhelyei a szubtrópusi és trópusi száraz erdők, síkvidéki és hegyi esőerdők, gyepek, valamint másodlagos erdők és ültetvények. Állandó, nem vonuló faj.

## Megjelenése
Testhossza 14 centiméter, testtömege 22-30 gramm.

## Természetvédelmi helyzete
Az elterjedési területe nagyon nagy, egyedszáma pedig stabil. A Természetvédelmi Világszövetség Vörös listáján nem fenyegetett fajként szerepel.